# Sasunaga oenistis
Sasunaga oenistis là một loài bướm đêm trong họ Noctuidae.